# 陶友兰
陶友兰（1972年—），安徽安庆人，全国文化名家暨“四个一批”人才，复旦大学教授。

## 生平
1994年本科毕业于安徽师范大学，1997年获华东师范大学硕士学位，2003年获美国纽约州立大学硕士学位，2006年获复旦大学博士学位。曾先后在德国海德堡大学、英国牛津大学、美国肯特州立大学访问研究。现任复旦大学外国语言文学学院教授、博士生导师，翻译系主任，MTI教育中心主任。

## 学术贡献
主要从事翻译教育、翻译与国际传播、中国典籍英译及其接受、翻译语料库等研究工作。主持国家社科基金项目等课题多项，发表学术论文80余篇，出版专著、编著、译著、口笔译教材等30余部。先后入选上海市浦江人才计划，全国文化名家暨“四个一批”（国际传播）领军人才。

## 社会兼职
中国翻译协会理事，全国翻译专业学位研究生教育指导委员会委员，上海科技翻译学会副会长，国际生态翻译学研究会会长助理。